# Templo de Spokane (Washington)
El Templo de Spokane, Washington, es uno de los templos construidos y operados por la Iglesia de Jesucristo de los Santos de los Últimos Días, el número 59 construido por la iglesia y el segundo en el estado de Washington. Ubicado en el suburbio de Opportunity, a unos 10 km al este del centro de la ciudad de Spokane, el templo de granito blanco consta de un solo pináculo y jardines que, a diferencia del interior del templo, están abiertos al público. Solo el templo, un centro de estaca y un complejo deportivo propiedad de la iglesia SUD se encuentran en el terreno del templo. 
Al templo, por su cercanía a las comunidades, acuden Santos de los Últimos Días provenientes del norte del estado de Idaho, así como del este del estado de Washington. El templo de Spokane es el cuarto de los templos de proporciones menores, llamados comúnmente «templos pequeños», que construyó la iglesia SUD.

## Historia
Luego de la expulsión de los vieles de Nauvoo y el asesinato de Joseph Smith y su hermano Hyrum, los líderes de la religión decidieron migrar los pioneros mormones a la isla de Vancouver en el territorio de Oregón en el actual estado de Washington. Fue Brigham Young quien decidió habitar el territorio de Utah en vez, cancelando los planes de asentarse en el Oeste de Estados Unidos. En 1889 Washington fue agregado como estado separado de Oregón. Los primeros misioneros a Washington llegaron a comienzos de los años 1850 a Portland y Vancouver pero cuantos conversos se unieron a la fe migró al Valle del Lago Salado. 

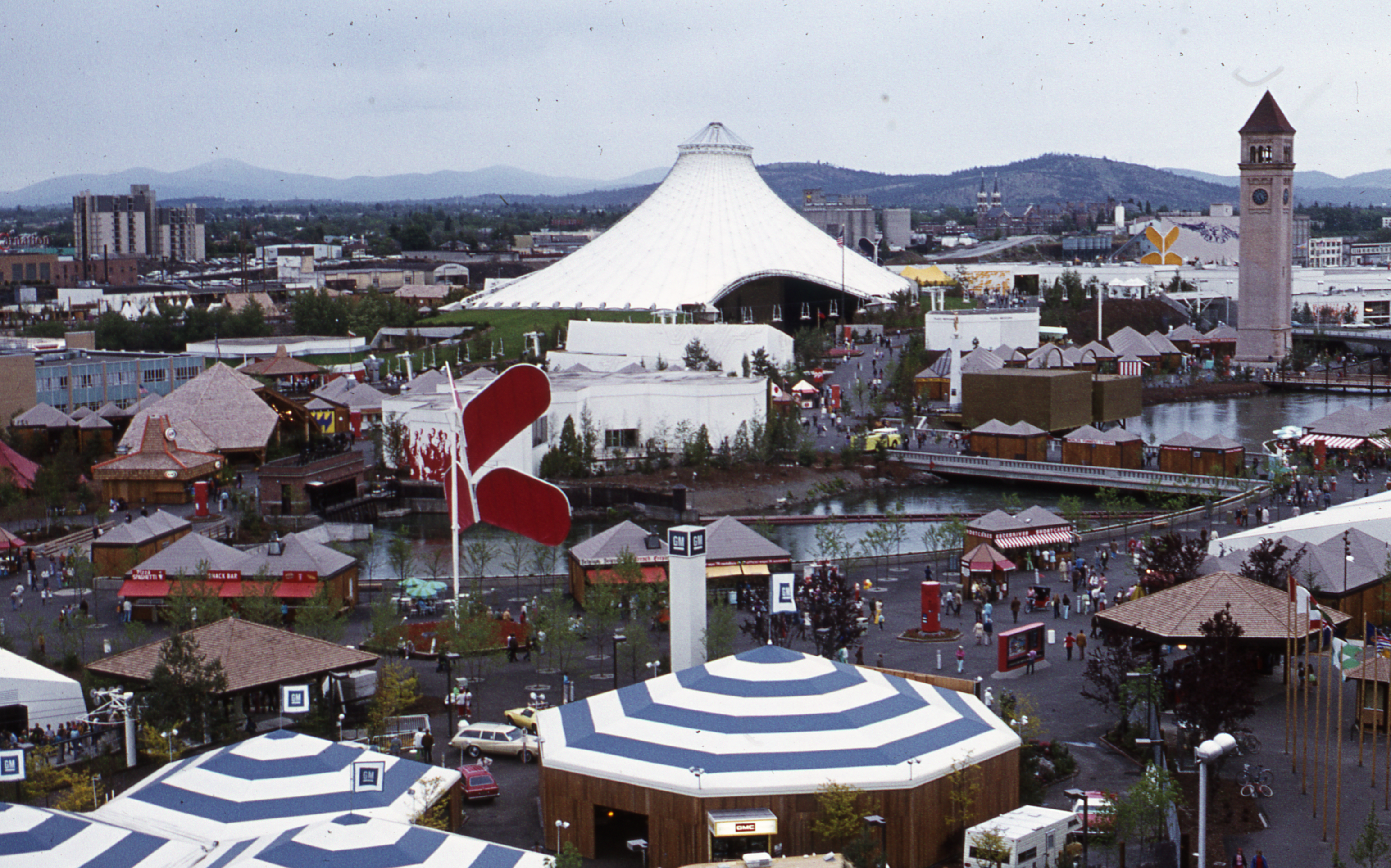
Exposición Internacional de Spokane (1974) mostrando la réplica del Libro de Mormón.

En 1889 se estableció una congregación en Baker City, en Oregón de donde partieron misioners a Washington, llegando a la región de Spokane en agosto de 1896 trabajando principalmente con devotos que habían colonizado la región y procuraban congregarse formalmente bajo la dirección de las autoridades generales de la iglesia. Los esfuerzos misionales fueron presididos por autoridades de Utah hasta el año 1940 cuando se nombró a un residente y empresario de Spokane a ser presidente de la misión del Noroeste de Estados Unidos. Los gieles de la época asistían al templo en sus viajes a Utah o al templo de Alberta. La primera estaca en el territorio fue organizada en 1947 en Spokane y cubría desde la frontera canadiense al norte y el río Columbia al sur, Moses Lake al oeste y parte del norte de Idaho y Montana hacia el este. En 1974 la iglesia construyó dos galpones en forma de réplica del Libro de Mormón junto con una estatua del clásico ángel Moroni, símbolo de la iglesia para la época, como parte de la Exposición Internacional de Spokane (1974).

## Anuncio
La Primera Presidencia de la iglesia SUD anunció la construcción del templo en la ciudad de Spokane en agosto de 1998. El entonces presidente de la iglesia, Gordon B. Hinckley, había anunciado la construcción de un mayor número de templos alrededor del mundo que tendrían un menor tamaño de lo acostumbrado para los templos SUD. Durante la dedicación del templo de Spokane, Hinckley afirmó que el objetivo de los templos de menores proporciones era ubicar estos templos en lugares donde el viaje al templo fuese de muy larga duración o muy costoso para los devotos. El primero de estos templos fue el Templo de Monticello (Utah), en la remota localidad de las Cuatro Esquinas estadounidense. Se aunció que de ese mismo modelo arquitectónico se construiría el templo de Spokane, el cuarto templo de menores dimensiones dedicado desde el anuncio de Hinckley, ubicado en el extremo oriental del estado de Washington, frontera con Idaho.
La construcción de templos de menor tamaño se adjuntan a un centro de estaca con la finalidad de aprovechar el estacionamiento de vehículos para el templo entre semana y para la capilla los domingos. La construcción de estos templos de menores proporciones es de un año o menos en promedio, lo que contrasta con la duración de dos o tres años para los templos tradicionales. Además, no son provistos con servicio de lavandería ni cafetería para los obreros del templo. Los consejeros de la presidencia del templo reciben asignaciones adicionales. El primer consejero de la presidencia del templo sirve como el registrador del templo mientras que el segundo consejero es asignado sobre los asuntos de ingeniería del templo, ambos puestos ocupados por una persona cada uno en los templos regulares.

## Construcción
Tras el anuncio público, la iglesia en ese país decidió construir el templo en un estadio de softball que la iglesia poseía en el suburbio de Opportunity y de proporciones mucho menores a los templos hasta entonces construidos en el país. La ceremonia de la primera palada tuvo lugar el 10 de octubre de 1998, siendo presidida por las autoridades generales del área y asistiendo a ella unas mil personas, incluido el alcalde de la ciudad. Ese mismo día se realizó la ceremonia de la primera palada de el templo de Detroit, siendo la primera vez que la iglesia dedicaba el terreno de dos templos en un día. El día de la ceremonia de la primera palada comenzó nublado y lluvioso aunque se esperaba, como parte del folclore mormón, que el clima se muestre favorable durante este tipo de ceremonias. Efectivamente, gran parte del día pasó a ser soleado, incluyendo el período de tiempo que duró la ceremonia, volviéndose lluvioso de nuevo hacia el anochecer.
El templo se construyó a base de granito y cuenta con dos salones empleados para las ordenanzas SUD, dos salones de sellamientos matrimoniales y un batisterio. Tiene un área de 990 metros cuadrados de construcción sobre un terreno de 0,8 hectáreas. A casi una década después de la colocación de la estatua de Moroni, esta fue reubicada para que apuntara desde el Este al Oeste, la misma orientación del templo.

## Dedicación
El templo SUD de la ciudad de Spokane fue dedicado para sus actividades eclesiásticas en once sesiones el 21 de agosto de 1888, por el entonces presidente de la iglesia Gordon B. Hinckley. Con anterioridad a ello, la semana del 6 al 14 de agosto de ese mismo año, la iglesia permitió un recorrido público de las instalaciones y del interior del templo al que asistieron cerca de 52.000 visitantes. Unos 16.000 miembros de la iglesia e invitados asistieron a la ceremonia de dedicación, que incluye una oración dedicatoria. Unas 200 personas se congregaron alrededor de Hinckley mientras este sellaba la piedra angular durante una de las sesiones dedicatorias. A la dedicación asistieron líderes gubernamentales y religiosos incluyendo el presidente de la Universidad de Gonzaga, autoridades de la Iglesia Reorganizada de Jesucristo de los Santos de los Últimos Días y de la iglesia metodista y católicas de la región.
En agosto de 2009, 10 años después de la dedicación oficial del templo de Spokane, la iglesia hizo que la tradicional estatua del ángel Moroni que se asienta sobre el pináculo del templo pasase a quedar encarada hacia el oeste, la misma dirección de la fachada principal del edificio, en lugar de hacia el este.